# Francolin à ailes grises
Scleroptila afra
Espèce
Statut de conservation UICN

 LC  : Préoccupation mineure
Le Francolin à ailes grises (Scleroptila afra, souvent orthographié à tort S. africana) est une espèce d'oiseaux de la famille des Phasianidae.

## Distribution
Afrique du Sud, province du Cap (sauf le nord-ouest), sud-est du Transvaal, Swaziland, nord du Natal, Lesotho, État libre d'Orange (sauf le nord).

## Sous-espèces
Le francolin à ailes grises est considéré aujourd’hui comme monotypique, mais des sous-espèces du Francolin d'Archer (Francolinus levaillantoides gutturalis (Rüppell, 1835), F. l. lorti Sharpe 1897) et du Francolin de Shelley (Francolinus shelleyi uluensis Ogilvie-Grant, 1892) ont autrefois été classées comme sous-espèces de F. africanus.

## Habitat
Le francolin à ailes grises est associé aux buissons bas et aux zones herbeuses des collines à litière épaisse et à herbes hautes, apparaissant localement, entre 1 800 m et 2 750 m d’altitude, dans le sud-ouest de la Province du Cap et sur la côte. Il évite les zones récemment brûlées,.

## Mœurs
Les francolins à ailes grises évoluent en couples ou en petits groupes familiaux. Ils semblent territoriaux, les couples restant sur des zones déterminées pratiquement toute l’année. Ils sont considérés comme globalement sédentaires, une compagnie ayant été observée pendant quatre ans sur la même aire. Les mâles se signalent en lançant des cris du haut de perchoirs élevés, le matin et le soir.

## Alimentation
Des analyses de contenus digestifs ont montré qu’ils renfermaient de 70 à 75 % de racines et de bulbes d’amaryllidacées, cypéracées et iridacées piochés dans la terre, de 20 à 25 % d’invertébrés, dont des criquets, des fourmis, des coléoptères, et une petite quantité de graines, fruits et autres débris végétaux,.

## Voix
Le cri d’alarme est un whee-hee-hee, wee-pe-ew ou squea-kee-oo, squea-kee-oo aigu et sifflé, répété plusieurs fois et entrecoupé de courtes pauses. Les groupes familiaux émettent de doux cris de contact et, à l’envol, ils lancent des appels puissants.

## Nidification
Elle a lieu globalement à la saison des pluies, de juillet à décembre dans la province du Cap, d’août à mars au Natal, avec un pic entre novembre et décembre. Le nid consiste en une légère dépression grattée dans le sol et tapissée d’herbes, de feuilles et, occasionnellement, de plumes. Il est généralement placé au pied d’une touffe d’herbes. Les parents restent avec leurs jeunes pendant toute la saison de reproduction. Le taux de mortalité des jeunes est d’environ 50 %. Il semblerait que les francolins nés tôt dans l’année puissent se reproduire dès le premier été.

## Statut
L’espèce est peu commune, sauf localement, mais pourrait devenir abondante dans des conditions écologiques optimales. Elle pourrait être en compétition avec le francolin de Levaillant dans l’est de son aire de distribution. Elle n’est pas considérée comme menacée par BirdLife (2010).